# Анизометропска амблиопија
Анизометропска амблиопија је стање у бинокуларном виду у коме је потиснута слика
са већом рефракционе грешком једног ока у односу на друго, различите рефракцијске снагу, тако да се светлосни зрак неједнако прелама на оба ока. Амблиопија код анизомиопије је ређа него код анизохиперметропије јер миопно око може служити за гледање на близину док анизохиперметропно око слабије види и на даљину и на близину. Код анизомиопије до 6 диоптрија ретко настаје амблиопија, нарочито тежег степена док је код анизохиперметропије довољна разлика у рефракције од 1 диоптрије да би се развила амблиопија.
Анизометропија са анизиеконијом може да буде оптичка, када је последица поремећене преломне
моћи ока у било ком делу оптичког система или анатомска када се ради о неједнаком броју и
распореду сензитивних елемената у пределу макуле. Најчешће се ради о оптичкој анизометропији.

## Терминологија
Анизометропија
Је стање у којем очи имају различиту рефракцијску снагу, тако да се светлосни зрак неједнако прелама на оба ока. Јавља се код различитих стања попут кратковидости, далековидости или антиметропије (где је једно око кратковидо, а друго далековидно). Различита рефракцијска стања доводе до различитих сметњи као што су двослике и астенопија . 
Амблиопија
Слабовидост (амблиопија) представља једнострано или, ређе, обострано смањење видне оштрине. У зависности од времена када је започето лечење, слабовидост је у целости или делимично реверзибилна. Главни узорци који онемогућавају развој нормалне видне функције у најранијем детињству и доводе до амблиопије су: страбизам, анизометропија и визуелна депривација. Амблиопија је развојни поремећај, а не органска болест ока (иако органска болест може подстакнути развој амблиопије која заостаје и након њеног излечења). Део мозга који прима видне инфомације од захваћеног ока није адекватно стимулисан што има за последицу његов направилан развој.

## Значај
Значај анизометропска амблиопије се огледа у томе што може нанети штету самом развоју бинокуларног вида код новорођенчади и деце и тиме створити велике разлике у самој јасноћи вида. Код слабовидности на једном оку мозак супримира вид на замућеном оку, и настаје стање познато као „лењо око”.
Висина анизометропије у овом поремећају је од посебног значаја и то више због разлике у рефракције него појединачна рефракционеаномалије оба ока. Анизеиконија је узрок настанка сметњи бинокуларне функције због чега настаје амблиопија и разне форме страбизма.
Такође код анизометропске амблиопије мора се имати у виду да је појава анизометропија код недоношене деце учесталија.

## Епидемиологија
У једној студији готово 6% деце од 6 до 18 година имало је анизометропију. Инциденца амблиопије нормалне популације износи око 2-6%.
Студија коју су спровели Атебо и сарадници показује да је овај поремећај присутан код 3,2% одраслих особа, због: 
- анизометропије у 50% случајева,
- страбизма у 19% случајева,
- страбизма и анизометропије у 27% случајева,
- депривације вида у 4% случајева.[8]

## Патофизиологија
Код анизометропске амблиопије (слабовидости) једно око има нормалан или мало смањен вид, а друго око је амблиопно, или што је ређи случај оба ока су амблиопна. Главни узорци који онемогућавају развој нормалне видне функције и доводе до амблиопије у најранијем детињству су: страбизам, анизометропија и визуелна депривација. 
Реч амблиопија употребљава се у ширем смислу, за сваку слабовидост па и за ону услед органских промена. Када органске промене не могу да објасне или не могу довољно да објасне слабост оштрине вида говоримо о функционалној амблиопији.
Постоје органска и функционална амблиопија. Органска амблиопија настаје због обољења или аномалије ока. Функционална амблиопија је смањен вид на оку без видљивих промена на самом оку (провидним оптичким медијима и очном дну). При томе не постоји ни нарушеност интегритета оптичких или видних путева. Оптички пут почиње од очне јабучице као очни живац и пружа се до коре мозга у потиљачном режњу.
Рефракцијска амблиопија може бити:
- Хиперметропна па говоримо о анизохиперметропији
- Миопска па говоримо о анизомиопији.
- Сферна или астигматска.

Рефракција је на оба ока хиперметропска или миопска али увек је израженија на једном оку. Једно око може бити и еметропно, а друго аметропно (хиперметропно, миопно). На мрежњачи се ствара нејасна слика ока са већом рефракцијском аномалијом, тако да се слика предмета у бинокуларном виду потискује. Амблиопјија је мање изражена код миопије него код хиперметропије и астигматизма.
Данас се тачним испитивањем могу разликовати два типа анозиметропске амблиопије, и по Банксу то су тип А и тип Б.
| Тестови                                 | Тип А                                   | Тип Б                                                                 |
| --------------------------------------- | --------------------------------------- | --------------------------------------------------------------------- |
| Кувер тест                              | Негативан                               | Позитиван, јер постоји страбизам                                      |
| Фиксација                               | Присутна бифовеоларна фиксација         | Фовеоларна фиксација на здравом оку, парафовеоларна на амблиопном оку |
| Видна оштрина                           | „Crowding” феномен није присутан        | Обично присутан „Crowding”                                            |
| Тест 4 призма диоптрије                 | База темпорално показује фузиони покрет | Одговор супресије                                                     |
| Тест са испруганим стаклима по Баголину | Уредан                                  | Парацентрални скотом на амблиопном оку                                |
| Стереоскопски вид                       | Бољи зависно о тежини амбиопије         | Грубљи стереоскопски вид                                              |
| Резултати лечења                        | Бољи                                    | Лошији                                                                |

## Терапија
У лечењу анизометропске амблиопије ординирају се наочаре или контактна сочива, тако да се видна оштрина може постепено побољшавати након дужег ношења корективних сочива. Наравно, ни један начин корекције не „конструише” вид, већ само коригује грешку у преламању. Уколико постоји очуван видни потенцијал, слабовидост се може делом смањити.
Ако се вид не побољша, ношења корективних сочива, препоручује се примена оклузија водећег ока 1-2 часа на дан, уз евентуално укапавање атропин у водеће око. Тотална и стална оклузија ока се не препоручују јер може прекинути фузију и узроковати страбизам. 
У случајевима анизомиопије која често остаје непрепозната до поласка у школу, резултати започетог лечења су мање успешни. У том смислу рани одабир предшколске деце неопходан је за добар исход лечења.

## Превенција
С обзиром да је сензибилност за настанак анизометропске амблиопије највећа у периоду од рођења до друге године старости детета, неопходно је да се што раније открије и лечи. Због тога се препоручује селективни скриниг ризичне дечије популације у периоду до две године старости, а комплетни скрининг до четврте године старости.

## Прогноза
Што се пре започне са терапијом анизометропске амблиопије период лечења је краћи, а видна прогноза боља.